# والتر کریکمر
والتر کریکمر (به انگلیسی: Walter Crickmer) (زاده:؟ -درگذشته:۶ فوریه ۱۹۵۸ در مونیخ آلمان) سرپرست باشگاه و مربی فوتبال انگلیسی بود. وی در حادثه مونیخ درگذشت.